# Rosa Araneda
Rosa Araneda Orellana (San Vicente de Tagua Tagua, 1853 - Santiago, 4 de junio de 1895) 
fue una poetisa popular chilena del siglo XIX. 
Ferviente opositora de los gobiernos de José Manuel Balmaceda y Jorge Montt. Era una de las pocas mujeres que se contaban entre los verseros de finales del siglo XIX. 

## Vida y obra
Son pocos los datos históricos sobre Rosa Araneda, algunos los cuales se revelan a través de sus versos. Sobre su origen, expresa:

"Araneda por mi padre,/en Tagua Tagua nací,/	y también les digo aquí:/	Orellana, por mi madre;/aunque a ninguno le cuadre/	pregunto y noticias doy;..."
Rosa Araneda

De origen campesino, no hay certeza de las fechas exactas de su nacimiento en San Vicente de Tagua Tagua y muerte, aunque se estima que habría nacido en 1850 y muerto en la última década del siglo XIX.
Sus poesías circularon profusamente, junto con la de otros populares de su época, vendidas en las plazas, mercados y estaciones, desde donde seguían viaje a los pueblos. Por datos que aparecen impresos al pie de los pliegos publicados por ella, se sabe que vivió en los barrios populares cercanos al Mapocho, como calle Andes 11-A, San Pablo 132-A, Sama 16-G y 73-A, o en la calle Zañartu entre San Pablo y Sama en los números 23, 18 y 9. Este último domicilio lo compartió con Daniel Meneses, poeta popular con quien convivió hasta su muerte. Actualmente la calle Sama corresponde a Calle General Mackenna o Calle Ismael Valdés Vergara, en los alrededores del Mercado Central de Santiago.

«Joven, graciosa y bonita
	yo conozco una poeta
	que anda como un cometa
	vendiendo su musa escrita.
	La pobre mujer se agita
	mientras su hijo va gritando
	y a todo el mundo atajando
	porque le compren un verso /.../»
"Chupatesa" (Anónimo)

Alcanzó popularidad en su tiempo por su trabajo literario que recreaban la vida del pueblo chileno, así como practicaba la crítica social. Como versera, sus décimas cantaban a lo humano y lo divino. Su obra se difundía a través de pliegos y folletos vendidos en calles y plazas, teniendo por público a los obreros de Santiago, como a mineros y campesinos.

Si fuera de mi deber
Muchas cosas contaría
Pero no se me creería
Porque soy una mujer
Rosa Araneda

Casada, se separó de su marido y vivió hasta su muerte con el poeta Daniel Meneses, este autor compuso los versos y, como forma de mejorar las ventas los puso bajo su nombre. Pareciera que ella nunca escribió versos, solo los vendía. Ya sus contemporáneos criticaron a Meneses por "esconderse detrás de una mujer". A la muerte de R. Araneda, Meneses se compromete a reemplazarla y seguir su obra. Tanto R. Larrañaga como H. Cordero criticaron y desafiaron a Meneses por su actitud de no dar la cara. M. Dannemann en "Poetas populares en la sociedad chilena del siglo XIX" (p. 27 y ss.) hizo público el informe que envió Jorge Octavio Atria a R. Lenz: "El nombre de Rosa Araneda, que llevan como autor sus primeros folletos, como las intituladas Poesías Populares, libros I, II, III, IV y V (1893-1895), era el de una mujer con quien convivió. Adoptó ese nombre como reclamo para facilitar la venta de ellos. Fallecida la Araneda, toda su producción ya no llevó otro nombre que el propio".

## Aspecto político
El auge minero generó un auge en las fortunas personales de la oligarquía y empezaron a surgir palacetes fastuosos y riquezas no antes vistas. La inequidad el ingreso , una vez más causaría estragos . Toda esta actividad trae una emigración de las zonas rurales y en consecuencia crecen los suburbios de la periferia donde se instala el bajo pueblo: Chuchunco, frente a la estación de ferrocarriles, Guangualí, la población Ovalle junto al Arenal, el Conventillo o “Potrero de la muerte” en las cercanías del matadero de la ciudad, y en los bordes del cinturón agrícola y viñatero que rodeaba el sur de Santiago.Los conventillos, repartidos en la ciudad misma, también albergan a los pobres.En este espacio urbano que crece en construcciones y población, al igual que en las demás ciudades latinoamericanas, “quedaron nítidamente separadas dos lenguas. Una fue la pública y de aparato… la otra fue la popular y cotidiana… el habla cortesana se opuso siempre a la algarabía, la informalidad, la torpeza y la invención incesante del habla popular, cuya libertad identificó con corrupción, ignorancia, barbarismo. Era la lengua del común”
La pelea entre la Plutocracia generó divisiones respecto a si usar los fondos para la plutocracia chilena liderados por Balmaceda o seguir servilmente al imperio de turno, como ha sido la costumbre de la oligarquía chilena.
Rosa Araneda formó parte de un movimiento mayor de conciencia femenina propia a su tiempo, que concierne tanto a la mujer de la oligarquía como
a la popular.

### La mujer de la oligarquía
La mujer de la oligarquía santiaguina organiza en los últimos decenios del siglo los llamados salones del diecinueve, que continuando la tradición de la tertulia colonial, son reuniones en donde se conversa sobre temas de alta cultura como música, literatura, artes y políticas. Es un momento en que “un sector reducido de mujeres interviene y construye una serie de prácticas culturales, que funcionan como estrategias que les permitirán insertarse paulatinamente en el espacio público y, también, período en que se empieza a configurar el espacio literario como tal”.

Estas mujeres,son sujetos que están construyendo discursos y prácticas que van más allá de estar dirigidas a coadyuvar en la construcción del espacio público masculino.” 
Darcie Doll

### La mujer popular
La mujer popular, por su parte, debe insertarse en el mundo del trabajo por una cuestión de sobrevivencia.

“Durante el siglo XIX se experimentan procesos de cambios que redefinen el papel de la mujer popular dentro de la familia y de la sociedad en general. Se autosustentan gracias a oficios como: la costura, el lavado ajeno, las cocinerías, al comercio ambulante, la prostitución. Las
que no viven en los conventillos se emplean en el servicio doméstico puertas adentro y también un pequeño segmento hacia fines del XIX se proletarizó en establecimientos industriales.”'
Alejandra Brito

### Posición como mujer frente a un gobierno de hombres
De esta manera, tanto la mujer de la oligarquía como la mujer del pueblo, viven procesos que cuestionan el rol que habían tenido hasta el momento y salen del hogar participando del ámbito de lo público.
Rosa Araneda es parte de ese movimiento social y muy lúcida respecto de su tiempo. Registra en sus hojas el tema de la mujer y su función en la sociedad. Desde sus versos aplaude al grupo organizado de mujeres católicas opositoras a Balmaceda, aunque lejanas a su posición , son cercanas a ellas como mujeres.Se lamenta también de la suerte de las más pobres entre las que se percibe una acción colectiva de protesta, con el resultado de la detención por la policía.

Al fin, mujeres también
Pagaron la harina a nueve,
Que es lo que más conmueve
Como en estos versos ven
I hay muchas en el retén

Están para aquella acción
Rosa Araneda

### Antibalmacedista
Rosa Araneda, al igual que otros "verseros" de fines del siglo pasado, adhirió al Partido Demócrata fundado en 1887, entre otros, por el periodista y poeta popular Juan Rafael Allende; en los años más duros del gobierno de José Manuel Balmaceda y durante la Guerra Civil de 1891 que terminó con el suicidio del Presidente , Rosa Araneda publicó numerosos poemas contra el gobierno del que fue ardiente opositora, así como también, posteriormente, del duro gobierno de Jorge Montt, que lo sucedió. Atenta a las vicisitudes públicas de su tiempo su poesía vibró con los dramas colectivos del país. No pudo sustraerse a los conflictos políticos suscitados por la trágica Guerra Civil de 1891. Si bien compartió la pasajera euforia de lo que se consideró el fin de la dictadura de José Manuel Balmaceda, a poco andar comprobó que el Chile posterior a la contienda Civil inauguraba el dominio incontrarrestable y sin vergüenza de los ricos. A mediados de 1892 ya escribía:

«Hoy día ya no hay vergüenza
	la vergüenza se perdió
	se cree que Balmaceda
	de Chile se la llevó»
	«Después que la oposición
	nos ofreció oro y plata
	se ha mostrado tan ingrata:
	en todita la Nación
	se oye la lamentación
	desde el Mapocho al Laja: /.../» .
	«Por último, prometieron
	los vencedores de Iquique,
	subir a treinta penique
	el cambio, y no cumplieron»
	«Al fin Montt siendo patriota
	a Chile está arruinando /.../»
Rosa Araneda, pueta

### Rechazo al antibalmacedismo
La consolidación del gobierno de Jorge Montt hizo que Rosa Araneda terminara por añorar al derrocado presidente Balmaceda:

<<la vergüenza se perdió
	no digan que Balmaceda
	ha sido en que la mató» .
	«Al fin los opositores
	nos están matando a pausa
	porque sin hallarnos causa
	nos urgen estos señores.
	Tratan estos invasores
	al pueblo con gran rigor
	cual de ellos es más opresor
	digo escribiendo y pensando
	hoy cómo se están portando
	Balmaceda era mejor»
Rosa Araneda

Desde el tabloide "El Ají", junto a otros cantores a lo divino, se dedicó a la lucha antioligarquica. Siendo famoso un verso de ella justificando el motín antieclesiastico en la persona del Gobernador de Valparaíso, Ramón Ángel Jara.

## Producción poética
Con o sin su compañero poeta, la producción de Rosa Araneda fue importante, similar a la de Bernardino Guajardo, Nicasio García, Rómulo Larragaña (Rolak), Juan Rafael Allende y Daniel Meneses. En su mayoría eran campesinos emigrados a Santiago. Algunos fueron cantores y poetas; también ocurría que vendieran sus versos a los cantores de famosas fundas. Esta poesía era expuesta en sitios públicos y ofrecida a la venta en las calles. Los poemas de estos autores fueron publicados entre 1865 y 1920, aproximadamente. Esta poesía era expuesta en sitios públicos y ofrecida a la venta en las calles. Los poemas de estos autores fueron publicados entre 1865 y 1920, aproximadamente.
Lo que no es poco ni se tiene en cuenta su condición de mujer y la sociedad santiaguina del siglo XIX.

"A instancias de don Juan Uribe Echevarría empezamos a descubrir las Liras Populares, hace casi veinte años, en la Biblioteca Nacional. Él es uno de quienes han estudiado en forma más profunda y acabada nuestra poesía tradicional, desde los inicios de la época colonial. «Soldados, poetas, misioneros, funcionarios y aventureros españoles dieron a conocer e iniciaron el trasplante y adaptación de los cantos a lo humano y a lo divino en décimas que glosaban temas contenidos en las cuartetas»
Rosa Araneda

El auditorio implícitamente convocado por casi todas las décimas era colectivo: gañanes, obreros y recién llegados del campo a la ciudad.
Los poetas luchaban entre sí, y era común que se trataran de lo peor. Daniel Meneses parece haber sido quien suscitó el mayor recelo entre sus pares y recibió los ataques personales más violentos, ya sea debido a su cojera, su relación con Rosa Araneda o las provocaciones que lanzaba a los demás. En una oportunidad los reprendió por la mala calidad de sus versos

"No arreglan ni los plurales, / ni saben las simetrías; / faltan en sus poesías / los temas gramaticales. / Mas creo que en los corrales / los vates han estudiado; / yo sin ser atarantado / ni elevarme a las esferas, / les critico sus leseras / para que pongan cuidado"
Daniel Meneses

Entre los escenarios santiaginos en los cuales los cantores popularizaban los versos figuraban en primer lugar la Fonda Popular (en Av. Matta con San Diego) y la fonda El Arenal de la Peta Basaure.

 "Toda mujer hoy en día
Lachando se contornea

Por mui honrada que sea

Le brilla la picardía.

Con descaro i villanía

Se entrega a los amadores;
Disfrutando de las flores,

Dijo el mismo San Antonio,

Que es igual al demonio

La mujer que tiene amores." 
 Rosa Araneda "Una reprensión a las mujeres que aman hombres casados", p.62

## Luchadora social
En Rosa Araneda se articula un discurso social a partir de diversos ejes. Uno de ellos lo constituye la disputa por un capital simbólico específico: la interpretación del acontecer nacional.
Al profesor Rodolfo Lenz, filólogo y estudioso de nuestro folklore, le llamó la atención, desde su llegada a Chile, este tipo de impresos, sus autores y la forma en que se difundían. En 1894 escribía que los vendedores de las hojas al ofrecerlas gritaban una especie de letanía:

«Vamos comprando, vamos pagando, vamos leyendo, vamos vendiendo...» Y después de enumerar los versos remataban con el pregón: «¡Los versos!, ¡Los versos!»
Rosa Araneda.

Aunque las ediciones aparecían en forma muy irregular, Rodolfo Lenz tenía informaciones, en 1894, que «poetas aplicados» publicaban cada 15 días una hoja y que cada tirada era de unos 3.000 ejemplares, pero que «la Rosa Araneda sacaba a veces 8.000 y aún 10.000 de una vez» (47). La mayoría de estos poetas no solo publicaron pliegos, también difundieron sus composiciones en folletos y en cantidad muy considerable. Este profesor anotaba a comienzos de este siglo, entre pliegos y folletos, una producción de 80.000 ejemplares al año. De una sola hoja suelta de Daniel Meneses impresa con ocasión del fusilamiento de Émile Dubois, en 1907, se habían hecho 18.000 copias. «Este copioso número de copias tiene su público entre los obreros de Santiago y luego entre los mineros y campesinos».
Los títulos eran siempre impactantes y llamativos. Por ejemplo, el de un pliego de Rosa Araneda: Horrorosa matanza en Vichuquén. Horroroso asesinato en Quillota. Un italiano degollado. Cuatro muertos en un salteo. Dos grandes plagas: El volcán Calbuco en erupción y el cambio tan bajo.  Los «puetas» vendían sus producciones en calles y plazas y sobre todo en el Mercado Central, pregonadas por ellos mismos o por los suplementeros, quienes los ofrecían gritando «de un resuello» todos los títulos de una vez. Las primeras hojas tuvieron un tamaño de unos 26 x 38 cm, después se imprimieron de 35 x 56 cm y algo más y casi todas salieron de imprentas pequeñas.
Mientras tanto, el bandolerismo "que hacía de las suyas", según expresión de Rosa Araneda, se alzaba como preocupación preponderante en lugares como Olmué, Casablanca, San Felipe y el valle del Aconcagua en general.
También trató el problema de la violencia intrafamiliar en "El marido que ultimó a la mujer y al lacho porque los pilló durmiendo juntos" ".

En la ciudad de la Unión 		
	un asesino gabacho 		
	mató a la mujer y al lacho 		
	con justísima razón. 		
	   El domingo que pasó 	5 	
	al despuntar los albores, 		
	de un improviso, señores, 		
	esta desgracia ocurrió. 		
	Del modo que principió 		
	daré yo la explicación, 	
	con tristísima emoción 		
	lectores míos les cuento, 		
	sucedió el drama sangriento 		
	en la ciudad de la Unión. 		
	   Llegó el marido celoso 	
	a la casa y los pilló; 		
	durmiendo los encontró 		
	con un sueño delicioso. 		
	El crimen más alevoso 		
	hizo imitando a un borracho, 	
	y después a un despacho 		
	se fue a tomar, doy aviso, 		
	que es el que estas muertes hizo 		
	un asesino gabacho. 		
	   El hombre tenía idea 	 	
	que ella le ponía el gorro, 		
	y como no era muy porro 		
	la ultimó sin dar pelea. 		
	Para que el crimen se vea 		
	lo hizo en su mismo despacho; 	 	
	pero yo aquí se lo tacho, 		
	aunque le parezca mal; 		
	con un cortante puñal 		
	mató a la mujer y al lacho. 		
	   En la cama los halló, 	
	haciendo no sé qué cosa; 		
	luego la mujer mañosa 		
	malamente lo trató. 		
	Porque no se le humilló 		
	ella y le pidió perdón, 	
	si no como tiburón 		
	lo recibió de tal suerte, 		
	por eso él le dio la muerte 		
	con justísima razón. 		
	   Por último al querido, 	 	
	sin mirar el hombre en nada, 		
	lo echó de una puñalada 		
	a la mansión del olvido 		
	lo dejó tan mal herido 		
	que hoy se encuentra muerto ya, 	
	¡Ay, por Diosito, papá! 		
	Le decía una niñita, 		
	con susto la pobrecita: 		
	¡No me mate a mi mamá!
Rosa Araneda."El marido que ultimó a la mujer y al lacho porque los pilló durmiendo juntos

Si bien la división hecha por Lenz del canto masculino y femenino es aceptable en sentido amplio, ni en ese entonces ni en estos días, la guitarra podría considerarse solo de ejecución de mujeres, y, según, el propio investigador, la décima y el guitarrón serían respectivamente , la estrofa y el instrumento preferidos, no privativos, de los cantores”.

## Oposición
La situación del pueblo de Chile comenzó a degradarse sin remedio. Y, dueña absoluta del país, la elite gobernante apareció descarnadamente responsable de dicha situación:

«Por último, la conciencia

Mueren hoy los pobres de hambrey ya en Chile se ha acabado

en la noche y en el día. /.../.	y solamente ha quedado

Por si acaso antes me muero la impiedad y la inclemencia. /.../» 

daré a saber sin demora:para los ricos de ahorasolo es el dios Don Dinero»

Rosa Araneda

## ¿Quién gobernaba?
¿Quiénes eran las cabezas visibles de esa élite post-'91? En una alusión familiar a políticos de diversos signos ideológicos como Guillermo Matta Goyenechea, Agustín Edwards Ross o Carlos Walker Martínez, Rosa Araneda los llama Los garroteros del pueblo:

«Guillermo, Cucho y Martínez
	con un grande desarreglo
	se quieren comer al pueblo
	como rabiosos mastines.
	Con (20) sus corazones ruines
	pretenden los usureros
	guardar todos los dineros
	y vivir cómodamente /.../»
Rosa Araneda